# Само лагано
Само лагано је хип хоп албум снимљен у сарадњи репера Суприма и Блоковског. Објављен је 9. септембра 2009. године на компакт-диск формату и за дигитално преузимање за независну хипхоп издавачку кућу Царски рез.
Албум садржи тринаест песама, гостујућу емсијеву су Маузер, The Easst, Саб, Психо Мистик, Рио, а битмејкери Скуби, Фокус, Куер, Roycter и Shkart Beatz. Микс и мастер албума радио је Скуби. На албуму су учествовали и продуценти Jake One и Rjd2!, а омот албума одрадио је Зинедин дизајн.

## Песме
| Бр. | Назив песме         | Гости              | Продукција | Трајање |
| --- | ------------------- | ------------------ | ---------- | ------- |
| 1.  | Два минута лецкција |                    |            | 02:05   |
| 2.  | Суперхерој          |                    | Скуби      | 02:55   |
| 3.  | Празна чаша         |                    |            | 02:58   |
| 4.  | Подстанар           | и Маузер           | Фокус      | 05:01   |
| 5.  | Продале би бубрег   |                    | Скуби      | 02:57   |
| 6.  | Јуче, данас, сутра  |                    | Скуби      | 02:52   |
| 7.  | Може и овако        |                    | Скуби      | 02:02   |
| 8.  | Фокусиран           | Психо Мистик и Саб | Фокус      | 03:44   |
| 9.  | Реч без ње          |                    | Куер и Roycter    | 03:47   |
| 10. | Дирлија             |                    |            | 04:25   |
| 11. | То је та кафана     |                    | Фокус      | 03:04   |
| 12. | Глобализам          | Рио                | Куер       | 03:23   |
| 13. | Пар поздрава        |                    | Скуби      | 03:16   |